# Open Feminin 50
L'Open Feminin 50 è un torneo professionistico di tennis giocato su campi in cemento indoor. Fa parte dell'ITF Women's Circuit. Si gioca annualmente a Équeurdreville in Francia.

## Albo d'oro

### Singolare
| Anno | Campionessa         | Finalista          | Punteggio        |
| ---- | ------------------- | ------------------ | ---------------- |
| 2011 | Maryna Zanev'ska    | Anna-Lena Friedsam | 6–4, 6–2         |
| 2012 | Alison Van Uytvanck | Julie Coin         | 6–1, 3–6, 6–3    |
| 2013 | Amandine Hesse      | Timea Bacsinszky   | 7–6(5), 3–6, 6–4 |

### Doppio
| Anno | Campionesse                       | Finaliste                      | Punteggio   |
| ---- | --------------------------------- | ------------------------------ | ----------- |
| 2011 | Elyna Boeykens Eva Wacanno        | Elixane Lechémia Silvia Njirić | 6–4, 6–4    |
| 2012 | Magda Linette Katarzyna Piter     | Amra Sadiković Ana Vrljić      | 6–4, 7–6(4) |
| 2013 | Timea Bacsinszky Kristina Barrois | Diāna Marcinkēviča Eva Wacanno | 6–4, 6–3    |